# Isaak Komnenos (Neffe Andronikos’ I.)
Isaak Komnenos (mittelgriechisch Ἰσαάκιος Κομνηνός; † zwischen 1191 und 1193 in Konstantinopel) war ein byzantinischer Usurpator gegen Kaiser Isaak II. Angelos.

## Leben
Isaak Komnenos war ein Sohn des Johannes Komnenos Tzelepes, des älteren Bruders von Kaiser Andronikos I., und somit ein Angehöriger der Herrscherdynastie der Komnenen. Nachdem Andronikos I. 1185 von Isaak II. gestürzt worden war, wurde Isaak Komnenos in Haft genommen. Um 1191 gelang ihm die Flucht aus dem Gefängnis. Er begab sich zur Hagia Sophia, wo er versuchte, eine Anhängerschar um sich zu sammeln und gegen Isaak II. aufzuwiegeln. Er wurde schließlich gefasst und gefoltert, um ihm die Namen seiner Mitverschwörer abzupressen. Am folgenden Tag erlag Isaak seinen schweren Verletzungen.
Wenig später scheiterten ein weiterer, anonymer Komnene („Rakendytes“) und der Protonobelissimos Konstantin Tatikios mit ihren Versuchen, die Macht in Konstantinopel an sich zu reißen.